# لینا هیورت
لینا هیورت (انگلیسی: Lina Hjort; ۱۰ مارس ۱۸۸۱ – ۱۲ اوت ۱۹۵۹) آموزگار، و پیمان‌کار عمومی بود.
هیورت در فقر زاده‌شد. در شمالی‌ترین نواحی سوئد، لینا هیورت برای بقا مبارزه کرد؛ با جمع‌آوری و بریدن هیزم از جنگل‌های اطراف امرار معاش می‌نمود، در مدرسه عملکردی عالی داشت و موفق شد وارد دانشسرای تربیت معلم شود. پس از چندی، از حرفهٔ معلمی به ساخت‌وساز روی آورد و در شهر کیرونا خانه‌هایی بنا کرد، که موجب موفقیت و رفاه او شد. در سال ۱۹۱۳، او زنان روستاهای اطراف را ترغیب کرد تا از حق رأی زنان پشتیبانی کنند و در خانهٔ خود نشست‌هایی در این زمینه برگزار کرد. زندگی او به‌تفصیل در دفترچه‌های روزانه‌اش ثبت شده است که هم‌اکنون در موزه نوره‌بوتن نگهداری می‌شوند.

## زندگی‌نامه
لینا هیورت با نام کامل آنا کارولینا هیورت در نوره‌بوتن، در منطقه‌ای روستایی به‌نام هیئه‌تانیئمی که در نزدیکی مرز فنلاند واقع شده بود، زاده شد. او فرزند والدینی ازدواج‌نکرده به‌نام‌های یوهان پتر آرونسون و مارگارتا یوهانا هیورت با نام پیش از ازدواج «سیکاینن» بود. بر پایهٔ نوشته‌هایی که از یادداشت‌های روزانه‌اش باقی مانده، لینا از سوی والدینش احساس طردشدگی می‌کرد، اما با مادربزرگ فقیرش رابطه‌ای عاطفی و عمیق داشت که در شکل‌گیری شخصیت او بسیار تأثیرگذار بود.
لینا هیورت از همان کودکی به‌دلیل بنیهٔ جسمانی قوی‌اش توانست با بریدن و جمع‌آوری هیزم از جنگل‌های اطراف، اندکی درآمد کسب کند. او در مدرسه بسیار موفق بود و به همین دلیل توانست بورسیه‌ای دریافت کند که امکان ادامهٔ تحصیل در دانشسرای تربیت معلم در هاپاراندا را برایش فراهم کرد. پس از اتمام دورهٔ تحصیل در سال ۱۹۰۱، به‌عنوان آموزگار به دهکده‌ای کوچک به‌نام کورراوارا واقع در شمال کیرونا فرستاده شد. اما شرایط آنجا برایش دشوار بود، چراکه نه کودکان و نه والدین آن‌ها، آموزش رسمی را ضروری نمی‌دانستند و استقبال چندانی از کلاس‌های درس نمی‌کردند.
پس از مدتی، لینا از شرایط ناامید شد و تصمیم گرفت به دنبال شغلی بهتر برود. او نزد مدیر عملیات معدن در نزدیکی کیرونا رفت و درخواست کار کرد. این مدیر، فردی به‌نام لوندبوهم بود که به‌خوبی با کارکنان خود رفتار می‌کرد. او بلافاصله لینا را استخدام کرد و حتی اجازه داد از مصالح دورریخته‌شدهٔ ساختمانی همچون آجر و چوب برای ساخت خانه استفاده کند. خانه‌ای که او ساخت بسیار موفق بود و او را بر آن داشت تا خانه‌های بیشتری بنا کند. لینا با اجاره دادن اتاق‌ها به آموزگاران زن و دیگر زنان شاغل، توانست درآمد خوبی کسب کند. او به‌زودی چنان موفق شد که جشن‌هایی در خانه‌اش برگزار می‌کرد و خودش نیز با پیانو یا آکاردئون به اجرای موسیقی می‌پرداخت. زندگی جدید برایش بسیار رضایت‌بخش و پرنشاط بود.
محبوبیت لینا در جامعهٔ محلی روزبه‌روز بیشتر می‌شد. همسر پزشک شهر، خانمی به‌نام لیند، او را تشویق کرد تا وارد فعالیت‌های سیاسی شود، به‌ویژه در زمینهٔ مبارزه برای حق رأی زنان. لینا با آگاهی از نابرابری‌های جنسیتی، تصمیم گرفت زنان را برای مطالبهٔ حق رأی بسیج کند. او به مزارع و روستاهای اطراف سفر می‌کرد و زنان را ترغیب می‌کرد تا به این جنبش بپیوندند. تا سال ۱۹۱۳، شاخهٔ محلی انجمن ملی حق رأی زنان (سوئد) در منطقه دارای ۱۵۰ عضو فعال شده بود و خانهٔ لینا هیورت به محل برگزاری نشست‌های حق رأی تبدیل شد. او با رهبران برجستهٔ جنبش حق رأی از جمله لودیا والستروم، گولی پترینی و فریگا کارلبرگ روابطی نزدیک و سازنده داشت.
لینا هیورت باقی عمر خود را در شهر کیرونا گذراند. او در تاریخ ۱۲ اوت ۱۹۵۹ در همان‌جا درگذشت.